# Scrapper Blackwell
Francis Hillman "Scrapper" Blackwell (Syracuse, Dél-Karolina, 1903. február 21. – Indianapolis, Indiana, 1962. október 7.) amerikai blues gitáros, énekes; ismert mint a Leroy Carr zongoristával alkotott duó egyik tagja. Az 1920-as évek végén és az 1930-as évek elején Chicago blues és Piedmont blues stílusban játszott. Néhány zenekritikus szerint a dzsessz irányában haladt.
2024-ben beiktatták a Blues Hall of Fame tagjai közé.

## Élete
Blackwell a tizenhat gyerek egyike volt, Payton és Elizabeth Blackwell családjában. Ősei között cseroki indián is volt. Indianapolisban nőtt fel (Indiana állam), és élete nagy részét is ott töltötte. A „Scrapper” becenevet (=rámenős) nagyanyjától kapta a heves természete miatt. Apja hegedűn játszott. Blackwell gyerekként fa cigarettás dobozokból és fém vezetékekből gitárt fabrikált és gitározni kezdett rajta. Nem sokkal később profi módon zongorázni is megtanult. Tizenéves korára már részben zenélésből élt, és emiatt olyan távoli helyekre is elutazott, mint Chicago.
Visszahúzódó és nehéz természete ellenére Blackwell és Leroy Carr zongorista együtt kezdtek dolgozni. Indianapolisban találkoztak, az 1920-as évek közepe táján. Szakmai kapcsolatuk gyümölcsöző volt. Carr meggyőzte Blackwellt, hogy készítsenek hangfelvételt a Vocalion Records-nál. A lemezt 1928-ban adták ki, és abban az évben a legnagyobb sláger a How Long, How Long Blues lett.
Blackwell szólóban is készített felvételeket a Vocalion-nál, ezek egyike a Kokomo Blues blues volt, aminek Kokomo Arnold később az Old Kokomo Blues nevet adta. A dalt Robert Johnson Sweet Home Chicago néven dolgozta fel.
Blackwell és Carr 1928 és 1935 között nagy sikerrel turnéztak az egész amerikai középnyugaton és a déli államokban. Eközben több mint 100 dal felvételeit adták ki. Népszerű daluk volt a Prison Bound Blues (1928) (ez Carr saját élményein alapult, amikor szeszcsempészettel foglalkozott), a Mean Mistreater Mama (1934) és a Blues Before Sunrise (1934). A duó az 1930-as évek elején pár évig St. Louisba költözött (Missouri állam), majd visszatértek Indianapolisba.
Blackwell szólókarrierbe kezdett, mert úgy érezte, hogy a szerződései háttérbe szorítják Carr mellett; dalain nem tüntették fel a szerzőségét. 1931-ben Richmondba utazott (Indiana állam), ahol a Gennett Records-nál figyelemre méltó felvételeket készített.
Későbbi felvételein és a szerződéseken Blackwell nevét ugyanúgy tüntették fel, mint Carrét. Blackwell és Carr utolsó közös felvétele 1935 februárjában volt a Bluebird Records-nál. A felvételek közben azonban mindketten elhagyták a stúdiót, mert csúnyán összevesztek a bevétel elosztásán. Két hónappal később Blackwell telefonhívást kapott, amiben közölték vele Carr halálhírét, amit a sok italozás és végső soron vesegyulladás okozott. Blackwell nem sokkal később lemezre játszotta a My Old Pal Blues című számot, amivel hétéves szakmai kapcsolatukra emlékezett, majd visszavonult a zeneiparból.
Blackwell az 1950-es évek vége felé ismét zenélni kezdett, felvételeit Colin C. Pomroy készítette, de a lemez csak 1967-ben jelent meg. Duncan P. Schiedt is készített vele felvételeket a 77 Records számára.
1961-ben Indianapolisban a fiatal Art Rosenbaum készített vele felvételeket a Prestige Records/Bluesville Records számára. A történet szerint Rosenbaum már három éve kereste Blackwellt.
Blackwell szerette volna folytatni zenei karrierjét, de Indianapolisban egy sikátorban egy utcai rablótámadás során lelőtték és belehalt a sérüléseibe. 59 éves volt.
Blackwell a New Crown Cemetery nevű temetőben nyugszik, Indianapolisban.

## Egy fontos lemez
- The Virtuoso Guitar of Scrapper Blackwell (Yazoo Records) – közös felvételek Leroy Carr közreműködésével, és szólóban előadott számok.[4]